# Kernicterus
El kernicterus o encefalopatia neonatal bilirubínica, fa referència a una alteració neurològica causada per una icterícia (elevació dels nivells de bilirubina a la sang) dels nounats que causa danys al sistema nerviós central. La pell d'aquests nounats es torna de color groguenc, signe característic de la icterícia. Els nivells sèrics de bilirubina són elevats quan són superiors a 20 mg/dl.
La icterícia apareix en molts nounats per una immaduresa hepàtica i sol ser benigne. En altres casos, és conseqüència d'alteracions relacionades amb la lactància. El problema apareix quan els nivells d'aquest pigment són molt elevats, anormals i es presenten de forma persistent. La prevenció d'aquesta icterícia és la millor forma d'evitar l'aparició de kernicterus.

## Epidemiologia
Aquesta afecció neurològica afecta els nounats. El sexe predominant és el masculí. Pel que fa a la raça, les persones de raça blanca tenen nivells de bilirubina més elevats que els de raça negre. La prematuritat i/o el baix pes del nadó són importants factors de risc en el desenvolupament de lesions cerebrals induïdes per dita substància.
És una de les principals malalties causants de morts neonatals i de discapacitat neurològica infantil en països poc desenvolupats en especial a l'Àfrica subsahariana i a l'Àsia del Sud.

## Etiologia
La causa fonamental d'aquesta encefalopatia metabòlica és l'increment dels nivells de bilirubina. La bilirubina és un pigment groguenc que es produeix gràcies al metabolisme de l'hemoglobina. Quan l'organisme elimina els glòbuls vermells, l'hemo es transforma en bilirubina i és transportada a la sang. A la sang va lligada a l'albúmina i s'elimina per la bilis gràcies al fetge. L'excés de bilirubina es transporta a la sang (hiperbilirubinèmia) i grans quantitats d'aquest pigment poden arribar al teixit cerebral i desencadenar complicacions neurològiques severes.
Una vegada travessada la barrera hematoencefàlica i les membranes de les cèl·lules del cervell, gràcies a la seva naturalesa lipídica, els dipòsits de bilirubina no conjugada provoquen una destrucció neuronal i glial. La bilirubina és tòxica per les neurones i l'oligodendroglia. Altera les seves mitocòndries, inhibeix la fosforilació oxidativa i ocasiona un alliberament de calci que promou l'apoptosi cel·lular. També impedeix el creixement axonal i dendrític. Aquests efectes tòxics s'agreugen per les reaccions inflamatòries de la micròglia i els astròcits. Existeixen diverses zones cerebrals que es veuen afectades preferentment per aquest fenomen, adquirint una particular coloració groguenca: els nuclis pàl·lids, els nuclis subtalàmics i l'hipocamp. Altres punts menys compromesos són el tàlem, la substància negra els nuclis cerebel·losos i determinats nuclis dels parells cranials. El còrtex, la substància blanca i el tronc de l'encèfal generalment no acostumen a sofrir danys. En casos molt greus pot aparèixer una atròfia cerebral.
Avui dia i gràcies als programes de control prenatal, és infreqüent l'aparició de kernicterus derivats d'una malaltia hemolítica immunitària provocada per incompatibilitat Rh materno-fetal (mare Rh- i fetus Rh+).
Entre els trastorns congènits que provoquen kernicterus cal destacar l'esferocitosi hereditària. Segons les dades corresponents al període 1992-2004 del Kernicterus Registry dels EUA, aquesta condició hemolítica fou la tercera causa d'encefalopatia neonatal bilirubínica. És una patologia autosòmica recessiva, produïda per variacions bial·lèliques en el gen EPB42, possiblement subdiagnosticada i que comporta un considerable risc de kernicterus si no es tractada a temps. Amb menys freqüència, la malaltia és conseqüència d'alguna forma de deficiència de glucosa-6-fosfat-deshidrogenasa. La síndrome de Crigler-Najjar tipus I és una causa inhabitual de kernicterus (té una incidència anyal estimada de 1/1.000.000 nounats). Originada per nombroses mutacions en el gen UGT1A1 (2q37), es caracteritza per una activitat reduïda o nul·la de l'enzim glucuroniltransferasa que es tradueix en alts nivells de bilirubina no conjugada. L'anomalia pot seguir una llarga evolució i, malgrat el tractament, requerir un trasplantament hepàtic. És una síndrome amb un alt índex de mortalitat i que es veu predominantment a zones on abunden els matrimonis consanguinis.
Un 2,7% dels nounats nascuts amb galactosèmia (una malaltia hereditària mendeliana autosòmica recessiva causada por una deficiència enzimàtica) presenta kernicterus, ja que el trastorn cursa de vegades amb quadres d'hemòlisi greu. Un considerable percentatge d'aquests nens arrossega seqüeles de consideració, com ara sordesa neurosensorial o moviments coreoatetòsics.

## Simptomatologia
Els signes i símptomes d'aquesta patologia són diferents segons la fase en la qual es trobi. Podem trobar tres fases: primerenca, mitja i tardana. La simptomatologia de la fase primerenca apareix els dos primers dies, la mitja durant la primera setmana i la tardana després de la primera setmana.
| Primerenca                                  | Mitja                     | Tardana                            |
| ------------------------------------------- | ------------------------- | ---------------------------------- |
| Somnolència                                 | Plor extremat             | Discapacitat intel·lectual         |
| Hipotonia                                   | Hipertonia                | Rigidesa muscular                  |
| Icterícia extrema                           | Convulsions               | Convulsions                        |
| Dificultat succió i absència reflex de Moro | Fontanel·la que sobresurt | Trastorn de moviment i de la parla |

Un kernicterus agut pot presentar trets similars als de un xoc sèptic.

## Diagnòstic
El diagnòstic d'aquesta afecció neurològica es pot fer mitjançant l'exploració clínica amb observació dels signes i símptomes i una analítica de sang per comprovar els nivells de bilirubina. Els valors d'aquest pigment, que poden variar lleugerament entre laboratoris, són d'entre 20 i 25 mg/dl.

## Tractament
Pel tractament del kernicterus està indicada la teràpia amb llum i les exanguinotransfusions.

## Possibles complicacions
Aquesta patologia neurològica, en etapa tardana, és molt severa i costa de controlar. Com tota patologia hi ha possibles complicacions, aquestes són: paràlisi cerebral, hipoacúsia, retard mental i -en alguns casos- la mort del nounat (3/1000 nens).

## Pronòstic
Aquesta malaltia neurològica és molt seriosa i la seva gravetat, determinada per la quantitat de bilirubina circulant és molt diferent a la de la icterícia fisiològica del nadó. Alguns dels nounats amb alteració del sistema nerviós central i sense el tractament oportú poden arribar a morir.